# Le Kid (groupe)
Pour les articles homonymes, voir Le Kid (homonymie), Kid et The Kid.
Le Kid est un groupe de musique suédois de pop, formé en 2008, et composé de Johanna Berglund, Helena Lillberg, Märta Grauers et Felix Persson.

## Histoire

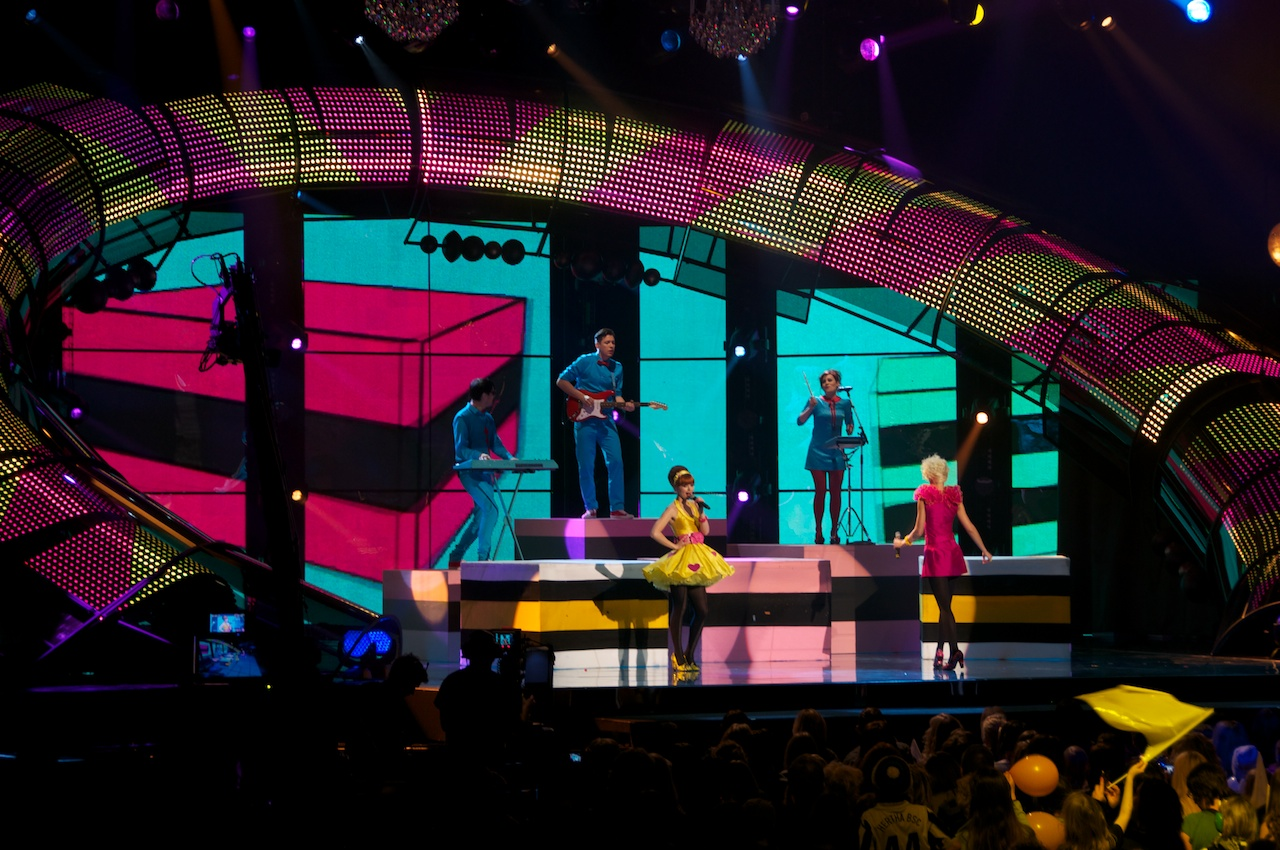
Le Kid au Melodifestivalen 2011

En 2010, ils sortent leur premier single Mercy Mercy et connaissent leur premier succès en Suède. Le 5 février 2011, le groupe participe à la première demi-finale de l'édition des Melodifestivalen avec la chanson Oh My God, écrite par les membres du groupe. Ils obtiennent la cinquième place, et leur chanson se classe numéro un sur iTunes deux jours après sa sortie. 
En septembre 2011, le groupe sort son premier album Oh Alright!, salué par la critique,,. En janvier 2012, ils interprètent le titre Human Behaviour, utilisé par la suite dans la bande annonce de la série de télévision danoise Paradise Hôtel.
En 2015, la marque Fanta utilise leur titre We are young dans leur publicité.

## Discographie

### Albums studio
| Oh Alright                           | - Date de sortie : 6 septembre 2011 - Label : King Island Roxystars Recordings - Format : CD, téléchargement digital | 43 |
| — correspond aux albums non-classés. | |    |

### Singles
| Mercy Mercy                           | 2010 | —  | Oh Alright |
| We Should Go Home Together            | 2010 | —  | Oh Alright |
| Mr. Brightside                        | 2011 | —  | Oh Alright |
| Oh My God                             | 2011 | 31 | Oh Alright |
| America                               | 2011 | —  | Oh Alright |
| We Are the Drums                      | 2011 | —  | Oh Alright |
| Human Behaviour                       | 2012 | —  | NC         |
| We Are Young                          | 2013 | —  | NC         |
| Physical                              | 2013 | —  | NC         |
| — correspond aux singles non-classés. |      |    |            |